# 氨解
氨解（英語：ammonolysis）是指卤代烃、羧酸、酸酐、酯及酰氯等化合物在氨作用下生成胺和酰胺类化合物的反应。这个反应可在浓氨水、液氨或氨的醇溶液中进行。
- 卤化烃的氨解也称胺化，得到的是伯胺、仲胺、叔胺及季铵盐的混合物。

{\displaystyle {\rm {\ R\!-\!X\ {\xrightarrow {NH_{3}}}\ R\!-\!NH_{2}\ +\ R_{2}NH\ +\ R_{3}N\ (+\ R_{4}^{+}NX^{-})}}}
- 羧酸的氨解可以用氨、碳酸铵或尿素作为试剂，反应先生成羧酸铵盐，然后羧酸铵盐加热分解为酰胺。

{\displaystyle {\rm {\ R\!-\!COOH+NH_{3}\rightleftharpoons R\!-\!COONH_{4}\rightleftharpoons R\!-\!CONH_{2}+H_{2}O}}}
- 酯的氨解生成酰胺。
- 酰氯的氨解生成酰胺。